# 10461 Dawilliams
10461 Dawilliams este un asteroid din centura principală de asteroizi.

## Descriere
10461 Dawilliams este un asteroid din centura principală de asteroizi. A fost descoperit pe 6 decembrie 1978 la Observatorul Palomar de Edward L. G. Bowell și Archibald Warnock. Asteroidul prezintă o orbită caracterizată de o semiaxă mare de 2,42 ua, o excentricitate de 0,15 și o înclinație de 6,9° în raport cu ecliptica.